# Aghireșu (kommun)
Aghireșu är en kommun i länet (județ) Cluj i landskapet Transsylvanien i Rumänien. Folkmängden uppgick till cirka 7 100 invånare vid folkräkningen 2011, varav cirka 1 400 invånare bodde i centralorten (Aghireșu).
Aghireșu kommun är en sammanslagning av byarna Aghireșu, Aghireșu-Fabrici, Arghișu, Băgara, Dâncu, Dorolţu, Inucu, Leghia, Macău, Ticu och Ticu-Colonie.

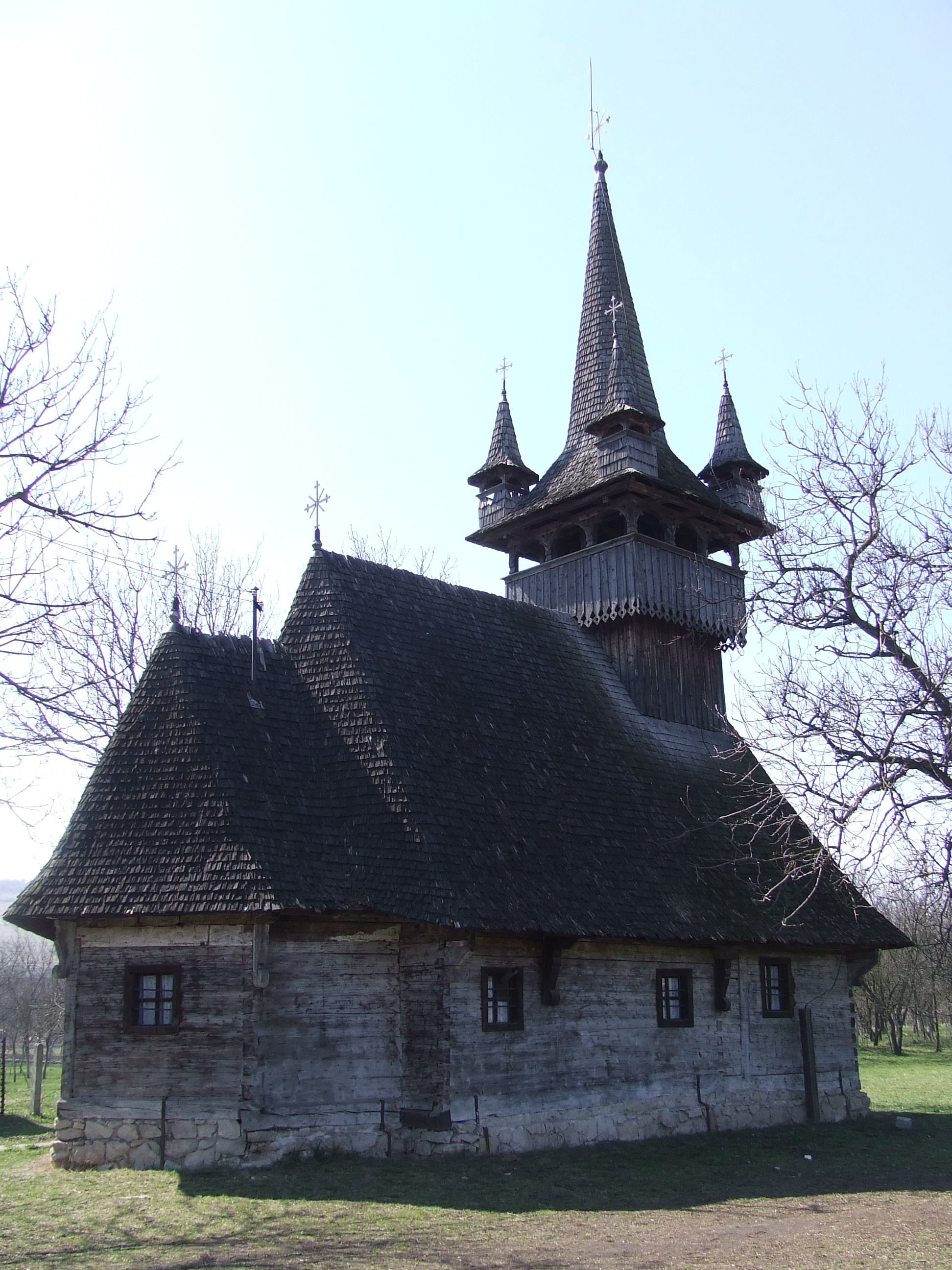
Kyrka i Aghireșu.